# Quand prime le spirituel
Quand prime le spirituel, appelé aussi Anne ou quand prime le spirituel, est un recueil de nouvelles de Simone de Beauvoir publié le 11 décembre 1979 aux éditions Gallimard.

## Éditions
- Quand prime le spirituel, Éditions Gallimard, Paris, 1979  (ISBN 2070286223).